# Episodi di Pretty Little Liars (settima stagione)
La settima e ultima stagione della serie televisiva Pretty Little Liars, composta da 20 episodi, è stata trasmessa a partire dal 21 giugno 2016 al 27 giugno 2017 sul canale statunitense Freeform e in seguito anche su Netflix.
In Italia la stagione è stata trasmessa dal 15 gennaio 2017 al 17 settembre 2017 su Premium Stories, canale a pagamento di Mediaset Premium, ogni domenica sera con 2 episodi. Su Netflix è disponibile l'intera stagione.
All'inizio di questa stagione Andrea Parker entra nel cast principale nel ruolo di Mary Drake, dopo la sua brevissima apparizione fatta nel finale della sesta stagione.
Gli antagonisti di questa stagione sono Elliott Rollins/Archer Dunhill e -A.D., il nuovo stalker in cerca dell'assassino di Charlotte.
| n°            | Titolo originale                  | Titolo italiano                           | Prima TV USA   | Prima TV Italia   |
| Prima parte   | Prima parte                       | Prima parte                               | Prima parte    | Prima parte       |
| ------------- | --------------------------------- | ----------------------------------------- | -------------- | ----------------- |
| 1             | Tick-Tock, Bitches                | Tic tac stronzette                        | 21 giugno 2016 | 15 gennaio 2017   |
| 2             | Bedlam                            | Manicomio                                 | 28 giugno 2016 | 15 gennaio 2017   |
| 3             | The Talented Mr. Rollins          | Il talento di Mr. Rollins                 | 5 luglio 2016  | 22 gennaio 2017   |
| 4             | Hit and Run, Run, Run             | Investi e scappa, scappa, scappa          | 12 luglio 2016 | 22 gennaio 2017   |
| 5             | Along Comes Mary                  | E all'improvviso, Mary                    | 19 luglio 2016 | 29 gennaio 2017   |
| 6             | Wanted: Dead or Alive             | Ricercato: vivo o morto                   | 2 agosto 2016  | 29 gennaio 2017   |
| 7             | Original G'A'ngsters              | Gangster autentici                        | 9 agosto 2016  | 5 febbraio 2017   |
| 8             | Exes and OMGs                     | Una contro tutte                          | 16 agosto 2016 | 5 febbraio 2017   |
| 9             | The Wrath of Kahn                 | L'ira di Kahn                             | 23 agosto 2016 | 12 febbraio 2017  |
| 10            | The DArkest Knight                | Il cavaliere più oscuro                   | 30 agosto 2016 | 12 febbraio 2017  |
| Seconda parte |                                   |                                           |                |                   |
| 11            | Playtime                          | Intervallo                                | 18 aprile 2017 | 9 luglio 2017     |
| 12            | These Boots Are Made for Stalking | Questi stivali sono fatti per lo stalking | 25 aprile 2017 | 16 luglio 2017    |
| 13            | Hold Your Piece                   | Tieni il tuo pezzo                        | 2 maggio 2017  | 23 luglio 2017    |
| 14            | Power Play                        | Gioco di potere                           | 9 maggio 2017  | 30 luglio 2017    |
| 15            | In the Eye Abides the Heart       | Il cuore dimora negli occhi               | 23 maggio 2017 | 6 agosto 2017     |
| 16            | The Glove That Rocks the Cradle   | Il guanto sulla culla                     | 30 maggio 2017 | 13 agosto 2017    |
| 17            | Driving Miss Crasy                | A spasso con la pazza                     | 6 giugno 2017  | 20 agosto 2017    |
| 18            | Choose or Lose                    | Scegliere o perdere                       | 13 giugno 2017 | 27 agosto 2017    |
| 19            | Farewell, My Lovely               | Addio, mia amata                          | 20 giugno 2017 | 3 settembre 2017  |
| 20            | Till Death Do Us Part             | Finché morte non ci separi (1 e 2 parte)  | 27 giugno 2017 | 10 settembre 2017 |
| 20            | Till Death Do Us Part             | Finché morte non ci separi (1 e 2 parte)  | 27 giugno 2017 | 17 settembre 2017 |

## Tic tac stronzette
- Titolo originale: Tick-Tock, Bitches
- Diretto da: Ron Lagomarsino
- Scritto da: I. Marlene King

### Trama
Spencer, Aria ed Emily, spaventate per aver commesso, molto probabilmente, un omicidio di primo grado, in una notte estiva, scavano una fossa.
Quattro giorni prima: mentre Spencer, Aria, Emily, Toby, Caleb ed Ezra sono alla ricerca di Hanna, vedono Mary entrare nella stazione di polizia di Rosewood. Dopo aver parlato con lei, Toby svela la sua identità agli altri, rivelando inoltre che è Mary stessa la nuova proprietaria del Lost Woods Resort. 
Dopo aver ingannato le ragazze con una bambola dalle sembianze di Hanna, le Liars vengono informate da A.D. che hanno ventiquattro ore di tempo per consegnare il vero assassino di Charlotte alla giustizia; in caso contrario, Hanna morirà. Le Liars, insieme ai ragazzi, ammettono che tutti credono che Alison abbia ucciso la sorella e propongono quindi di cercare una prova per incastrarla. Mentre Caleb e Mona seguono Mary, Spencer e Toby cercano qualche indizio riguardante la donna al Lost Woods Resort, invece Aria ed Ezra cercano prove in casa di Alison. Nel frattempo, Emily fa visita ad Ali all'ospedale psichiatrico Welby per ottenere delle risposte.
Mary, quella sera stessa, si reca a casa di Spencer in cerca dei suoi genitori, assenti perché in crociera per festeggiare la vittoria alle elezioni di Veronica. Qui, Mary rivela alla ragazza che non andava d'accordo con la sorella gemella Jessica e che è tornata in città, in quanto anch'ella originaria di Rosewood, dopo aver scoperto della morte di quest'ultima.
Aria, intanto, ricorda di aver visto qualcuno con addosso una giacca rossa seguire Charlotte la notte in cui morì ed Emily, successivamente, trova la stessa giacca nella camera da letto di Alison. Convinto della sua colpevolezza, Caleb consegna la giacca ad A.D., lasciandola davanti al Lost Woods Resort e dicendo allo stalker che Ali è la vera assassina di Charlotte.
Nel frattempo, Hanna è tenuta rinchiusa per conto di A.D. e quest'ultimo inizia a torturarla, sia psicologicamente che fisicamente.
 Dopo aver riacquistato la fiducia tramite un sogno che coinvolge Spencer, Hanna riesce a fuggire e, facendo segno ad una macchina lungo la strada di fermarsi, resta scioccata quando si trova davanti esattamente Mary al volante.
Alla fine, Elliot rivela la sua malvagità e crudeltà davanti ad una Alison scioccata, dicendole che sta per assicurarsi che lei rimanga rinchiusa al Welby per moltissimo tempo, visto che ora lui sa che ha ucciso Charlotte.
- Guest star: Keegan Allen (Toby Cavanaugh), Huw Collins (dott. Elliott Rollins/Archer Dunhill), Lulu Brud (Sabrina).

## Manicomio
- Titolo originale: Bedlam
- Diretto da: Tawnia McKiernan
- Scritto da: Joseph Dougherty

### Trama
Hanna viene portata dalla signora Drake a casa di Spencer. Le Liars iniziano a sospettare del coinvolgimento nella faccenda del dottor Elliot Rollins. Liam, Ezra ed Aria hanno problemi riguardo al libro, in realtà legati ai sentimenti che li uniscono. Aria, alla fine, lascia Liam e torna definitivamente con Ezra. Dopo quanto successo, Spencer e Caleb entrano in crisi, mentre Hanna rompe segretamente il suo fidanzamento con Jordan, senza dirlo a nessuno. Emily riceve una chiamata nel cuore della notte da parte di Alison, ma il dottor Elliot le impedisce di far visita all’amica, ancora internata al Welby.
- Guest star: Brendan Robinson (Lucas Gottesman), Huw Collins (dott. Elliott Rollins/Archer Dunhill), Roberto Aguire (Liam Greene), David Coussins (Jordan Hobart).

## Il talento di Mr. Rollins
- Titolo originale: The Talented Mr. Rollins
- Diretto da: Zetna Fuentes
- Scritto da: Jonell Lennon

### Trama
Le ragazze decidono, per salvare Alison dal Welby, di rivolgersi alla polizia, in particolar modo a Toby, ma quando Spencer va a trovare il ragazzo incontra Yvonne, che le annuncia il loro fidanzamento ufficiale, al che Spencer si tira indietro. A quel punto, interviene Emily per chiedere aiuto a Toby, domandandogli di indagare su Elliot. Emily consegna ad Aria le chiavi di casa della DiLaurentis e, quando Aria vi entra, scopre, oltre ad una serie di ingredienti utilizzati da Elliot per la creazione della maschera di Wilden, flaconcini di farmaci utilizzati per drogare Alison. Successivamente, Aria ed Hanna, continuando ad indagare, scoprono della relazione segreta tra Elliot e Charlotte. Alla fine, il dottor Rollins droga Alison e la carica in macchina, portandola via dal Welby, ma Ali riesce ad usare il cellulare del marito per mandare la loro posizione alle ragazze. Ad un certo punto, Alison scappa dall'auto, gettandosi fuori, Elliot quindi la insegue, ma le ragazze, che li avevano pedinati con l’auto di Lucas presa in prestito da Hanna, investono e uccidono il dottor Rollins per sbaglio.
- Guest star: Keegan Allen (Toby Cavanaugh), Huw Collins (dott. Elliott Rollins/Archer Dunhill), Lulu Brud (Sabrina), Kara Royster (Yvonne Phillips).

## Investi e scappa, scappa, scappa
- Titolo originale: Hit and Run, Run, Run
- Diretto da: Michael Goi
- Scritto da: Maya Goldsmith

### Trama
Le ragazze seppelliscono il corpo del dottor Rollins nel folto del bosco, con l’ausilio di quattro pale, quindi lasciano l'auto di Lucas tra la fitta vegetazione e tornano tutte e cinque a Rosewood con l'auto di Elliot. Alla fine, usando il pass del dottore, Aria riporta Alison nella sua camera al Welby, per non destare troppi sospetti.
Spencer, dopo aver scoperto del bacio con Hanna, litiga duramente con Caleb, che se ne va perché non è più sicuro dei suoi sentimenti. La scena si presenta pressoché identica a quella della rottura tra Caleb ed Hanna, avvenuta qualche anno prima.
Mona interviene per aiutare Hanna ed Aria: ripara il parabrezza distrutto dell'auto di Lucas, giusto perché bruciare la macchina nel bosco sarebbe potuto sembrare sospetto, poi aiuta Hanna a recuperare un suo braccialetto rimasto nell'auto di Elliot, che le ragazze avevano precedentemente abbandonato nel parcheggio della stazione ferroviaria, per far credere che l’uomo fosse fuggito. Jenna ritorna improvvisamente a Rosewood.
Toby, indagando, scopre che il vero Elliot Rollins è morto nel 1958, quindi colui che si spacciava per questo dottore era in realtà un impostore.
Alison rivela ad Aria di non aver ucciso Charlotte. Confessa di averla solo seguita in chiesa per provare a calmarla dopo che Charlotte scopre la sua relazione con il dottor Rollins.
Con l'intenzione di ritrovare un braccialetto perduto, Hanna e Mona scassinano l'auto del dott. Rollins. Oltre al braccialetto trovano il suo cellulare usa e getta; quest'ultimo squilla e si sente la voce di Jenna che rivela di conoscere l'uomo che si chiama in realtà Archer Dunhill.
Spencer conosce Marco Furey, nuovo detective appena arrivato a Rosewood, al bar del Radley. Dopo un paio di cocktail, tra i due scoppia la passione all’interno di un ascensore dell’hotel.
- Guest star: Keegan Allen (Toby Cavanaugh), Vanessa Ray (Charlotte DiLaurentis), Nicholas Gonzalez (detective Marco Furey), Tammin Sursok (Jenna Marshall).

## E all'improvviso, Mary
- Titolo originale: Along Comes Mary
- Diretto da: Norman Buckley
- Scritto da: Bryan M. Holdman

### Trama
Alison viene dimessa dal Welby e torna a casa grazie alla zia Mary. Per la polizia, Elliot risulta introvabile, ma Spencer riceve notizie da Toby. Il detective Marco conosce finalmente Alison. Aria ed Emily trovano alcuni indizi nell'appartamento di Elliot/Archer. Aria riceve, sul telefono di Ezra, una chiamata da parte di Nicole; quando risponde, sente solamente una strana musica, così riattacca il telefono e cancella la chiamata. Le ragazze ricevono notizie da Mona, che sta cercando di crackare il cellulare di Elliot. Emily inizia a uscire ufficialmente con Sabrina, la responsabile del bar di proprietà di Ezra. La ragazza, inoltre, ha ripreso da poco a frequentare l’università di Rosewood per terminare gli studi, ma una mattina si sveglia tardi e non riesce a presentarsi in tempo per fare un importante test alla Hollis; grazie ad A.D., però, Emily passa comunque l’esame. Qualcuno usa la carta di credito di Elliot a Baltimora, mentre Alison si ritrova improvvisamente senza soldi, perché il marito, prima di morire, le aveva prosciugato il conto.
Ezra fa la proposta di matrimonio ad Aria.
Jenna, Sarah e Noel condividono un drink nella hall dell’hotel Radley.
- Guest star: Keegan Allen (Toby Cavanaugh), Brant Daugherty (Noel Kahn), Dre Davis (Sara Harvey), Lulu Brud (Sabrina), Nicholas Gonzalez (detective Marco Furey), Tammin Sursok (Jenna Marshall).

## Ricercato: vivo o morto
- Titolo originale: Wanted: Dead or Alive
- Diretto da: Bethany Rooney
- Scritto da: Lijah J. Barasz

### Trama
Aria non sa se accettare la proposta di matrimonio fattale da Ezra, quindi ne parla con Hanna; quest’ultima le rivela di aver rotto con Jordan da qualche tempo, ma che non ne ha ancora parlato con nessuno per non creare problemi tra Caleb e Spencer. Aria, a quel punto, decide di accettare la proposta di Ezra ma non prima di avergli confessato ciò che è successo giorni prima nel bosco. Spencer e Caleb chiudono definitivamente la loro relazione, a causa dei sentimenti di lui per Hanna. Successivamente, Spencer e l’amica parlano della loro situazione con Caleb, poi ricevono una chiamata. Alison viene attaccata da qualcuno, travestito da poliziotto, ma alla fine riesce a salvarsi. Emily discute con Jenna in presenza di Sarah. La ragazza cieca, a quel punto, racconta di come fosse diventata amica di Charlotte e di come conoscesse bene il dottor Elliot. Sarah parla successivamente con Emily da sola, ma Jenna le interrompe bruscamente. Sarah viene trovata morta nella vasca da bagno della sua stanza da un'inserviente dell'hotel Radley.
- Guest star: Vanessa Ray (Charlotte DiLaurentis), Huw Collins (dott. Elliott Rollins/Archer Dunhill), Dre Davis (Sara Harvey), Nicholas Gonzalez (detective Marco Furey), Tammin Sursok (Jenna Marshall).

## Gangster autentici
- Titolo originale: Original G'A'ngsters
- Diretto da: Melanie Mayron
- Scritto da: Kateland Brown

### Trama
Jason torna a Rosewood per fermare Alison e per non farla avvicinare troppo a Mary. Le ragazze, intanto, scoprono qualcosa di nuovo su Mary e sulla signora DiLaurentis, che le porta in una cantina presso la casa di zia Carol, dove Jessica aveva nascosto più volte la sorella: qui, apprendono che la Drake ebbe un altro bambino, durante la sua permanenza al Radley, e che Jessica indagava sulle ragazze in gran segreto, tanto da avere per ognuna di loro un dossier personale. Ezra propone ad Aria di lasciare Rosewood e di scappare con lui in Toscana. Inizialmente titubante, la ragazza infine accetta la proposta, ma l'arrivo dell'FBI stravolge i loro piani: Nicole potrebbe essere ancora viva. Noel, intanto, diventa sempre più sospetto e finisce in cima alla lista dei probabili A.D. Successivamente, il ragazzo si introduce in camera di Jenna al Radley e fa una strana telefonata ad una dottoressa sconosciuta, mentre Hanna e Spencer origliano tutto. Toby decide di lasciare Rosewood dopo che qualcuno, con molta probabilità lo stesso Noel, è entrato nella sua roulotte aggredendo Yvonne e rubando i fascicoli su Mary che Emily aveva consegnato precedentemente al ragazzo. Jenna è distrutta per la morte di Sarah. Hanna confessa la sua rottura con Jordan a Caleb. A.D. dà fuoco alla cantina di zia Carol, ruba il dossier di Aria, si sbarazza del fascicolo di Noel e lascia un messaggio alle ragazze, dicendo loro che, se scopriranno la sua identità prima che quest'ultimo scopra chi abbia assassinato Charlotte, moriranno tutte quante.
- Guest star: Keegan Allen (Toby Cavanaugh), Drew Van Acker (Jason DiLaurentis), Brant Daugherty (Noel Kahn), Kara Royster (Yvonne Phillips), Tammin Sursok (Jenna Marshall), Nia Peeples (Pam Fields).

## Una contro tutte
- Titolo originale: Exes and OMGs
- Diretto da: Kimberly McCullough
- Scritto da: Charlie Craig

### Trama
Hanna fa uno strano sogno in cui Noel investe Caleb e così inizia a credere che A.D. possa essere proprio lui. Nel frattempo, la signora Grunwald giunge a Rosewood e va a far visita ad Hanna, dicendole di aver percepito una strana oscurità intorno a lei e a Caleb, oltre ad aver visto che qualcuno sembra avercela a morte con le cinque ragazze. Ad Emily viene proposto il ruolo di coach di nuoto della Rosewood High School, fino a quando in città non ritorna Paige, anche lei interessata al lavoro. Alison torna ad insegnare al Liceo di Rosewood, per cercare di riportare un po' di normalità nella sua vita, ma viene presa di mira da alcuni suoi studenti, che le fanno scherzi di cattivo gusto. Convinta anche lei che Noel possa essere il loro nuovo stalker, Ali ruba dall'ufficio del preside Hackett i fascicoli del ragazzo risalenti all'anno 2012, anno in cui le ragazze andavano ancora a scuola, ma dentro vi trova solamente un messaggio scritto da A.D.
Ezra, intanto, apprende la notizia che Nicole è ancora viva ed Aria, dopo avergli confessato della strana chiamata ricevuta qualche settimana prima, decide di mandarlo in Colombia per assicurarsi che la ragazza stia bene. Nel frattempo, Aria e Spencer rintracciano la dottoressa con la quale Noel parlò nella stanza di Jenna: si tratta della figlia del dottore, ormai in pensione, che fece nascere i due bambini di Mary durante la sua permanenza al Radley. Dopo avergli fatto visita, le due ragazze scoprono che Mary ebbe un figlio maschio, ovvero Charles, successivamente affidato a Jessica e, qualche anno dopo, un secondo bambino, di cui il dottore però non ricorda il sesso, il quale venne affidato ad un uomo facente parte dei servizi sociali della contea.
Hanna, intanto, sempre più convinta che Noel sia A.D., fa una strana chiamata ad una persona sconosciuta, per poi rifugiarsi in un locale.
- Guest star: Brant Daugherty (Noel Kahn), Lindsey Shaw (Paige McCullers), Lulu Brud (Sabrina), Meg Foster (Carla Grunwald), John O'Brien (preside Hackett), Keith Szarabajka (dottor Cochran), Sprague Grayden (dottoressa Cochran).

## L'ira di Kahn
- Titolo originale: The Wrath of Kahn
- Diretto da: Chad Lowe
- Scritto da: Jonell Lennon

### Trama
Hanna inizia ad indagare da sola per scoprire la verità su A.D. e incastrare Noel a tutti i costi. La ragazza, infatti, mente alle amiche dicendo di essere con Lucas a New York per lavorare al loro progetto.
Preoccupate per l’assenza sospetta di Hanna, Spencer, Aria ed Emily trovano delle prove che chiariscono il recente stato emotivo della loro amica. Dopo aver scoperto che Noel si è sbarazzato del telefono di Sarah, Hanna dà appuntamento al ragazzo in un bar, in cui poi tenta di avvelenarlo, senza successo. Noel, infatti, la invita a smettere di fare ricerche sul suo conto, altrimenti farà la stessa fine di Sarah. Dopo questa confessione, Hanna è convinta che Noel abbia assassinato la ragazza per poi far passare l'omicidio come un incidente. Emily, dopo aver fatto il test per allenare la squadra di nuoto della scuola, confessa a Paige che sta riaccadendo tutto quanto, facendo allusioni ai tempi in cui A stalkerizzava le ragazze al liceo. Nel frattempo, Emily e Sabrina si sentono distanti l’una dall’altra, poiché quest'ultima vorrebbe sapere cosa sta succedendo alla sua ragazza, al contrario di Emily, che invece non vuole far preoccupare Sabrina con la storia di A.D. Aria, intanto, indaga con Jason circa il secondo figlio di Mary: i due ragazzi arrivano fino in tribunale per scoprire il nome e il sesso del piccolo, ma la loro missione si rivela essere senza successo, poiché vengono consegnati loro dei fogli censurati, con scritto solo un nome: Steven Kahn, padre di Noel e giudice che autorizzò l'affidamento del piccolo bambino ai servizi sociali della contea. Successivamente, grazie ad alcuni flashback, scopriamo che Aria e Jason si sono frequentati durante il salto temporale. Spencer ed Emily, nel frattempo, scoprono che il territorio in cui venne tenuta prigioniera e torturata Hanna da A.D. è di proprietà dei Kahn. Grazie ad uno stratagemma, le due riescono ad entrare nel cottage di Noel, dove scoprono una pennetta USB contenente una verità sconcertante per ogni ragazza, Mona compresa: Noel era presente nella Casa delle Bambole ed aiutava Charlotte a torturare le Liars. Fu lui, infatti, ad inscenare che Spencer avesse fatto del male a qualcuno, quando la ragazza si risvegliò completamente sporca di sangue.
Portata la pennetta USB a casa Hastings, quest'ultima viene rubata da A.D., che si intrufola nell’abitazione durante un temporale. Spencer, a quel punto, è visibilmente agitata, quindi chiama Marco e gli chiede di rimanere un po' con lei. Ezra, intanto, decide di tornare a Rosewood poiché Nicole non era tra gli ostaggi ritrovati vivi in Colombia.
Noel, infine, di ritorno al suo cottage precedentemente visitato da Emily e Spencer, viene colpito alle spalle da Hanna con una pala.
- Guest star: Brant Daugherty (Noel Kahn), Lindsey Shaw (Paige McCullers), Drew Van Acker (Jason DiLaurentis), Lulu Brud (Sabrina), Nicholas Gonzalez (detective Marco Furey).

## Il cavaliere più oscuro
- Titolo originale: The DArkest Knight
- Diretto da: Arlene Sanford
- Scritto da: I. Marlene King e Maya Goldsmith

### Trama
Le Liars iniziano a lavorare insieme per ritrovare Hanna, la quale ha rapito Noel dopo averlo colpito con una pala e, con l'aiuto di Mona, legato ad una sedia. La ragazza inizia dunque a torturarlo sperando che lui confessi di essere A.D.
Alison, nel frattempo, scopre di essere incinta del bambino di Elliot e, per avere qualcuno con cui confidarsi, decide di dire la verità ad Emily: le due, più tardi, arrivano a baciarsi.
Dopo aver ritrovato Hanna, visto che la ragazza si è consegnata spontaneamente alle autorità, sotto consiglio di Mona, Caleb le rivela che Spencer lo ha lasciato e le dice anche di volerla ancora nella sua vita: i due riaccendono subito la passione che c'è in loro.
Spencer, intanto, scopre che Toby ha intenzione di lasciare Rosewood in giornata insieme ad Yvonne e, dopo essere andata a trovarlo, i due si scambiano un ultimo bacio di addio.
Ezra è ancora in Colombia e, poco prima di partire per tornare a casa, scopre con sorpresa che Nicole è in realtà ancora viva. Aria, che si trova a Rosewood, apprende la notizia al telegiornale e resta a bocca aperta nel vedere un bacio tra Ezra e Nicole.
Dopo aver rivelato il suo piano alle ragazze, Hanna porta le amiche nella stanza del motel in cui tiene prigioniero Noel ma, non appena entrano, le Liars scoprono che il ragazzo è riuscito a scappare, rubando il filmato in cui Hanna lo tortura.
Jenna e Noel, riunitisi, decidono di condurre le ragazze in una casa abbandonata fuori Rosewood per ex-ciechi, la stessa in cui Jenna conobbe Sydney, affinché possa avvenire uno scambio: la pennetta USB di Noel con i video del ragazzo nella Casa delle Bambole, in cambio del filmato in cui Hanna tortura Noel.
Una volta arrivate sul posto, Emily ed Hanna vengono sorprese da Noel, che uccidono accidentalmente tagliandogli la testa con l'ascia che teneva in mano per spaventare le ragazze.
 Jenna, invece, ferisce Spencer alla spalla con un colpo di pistola; la ragazza sta per sparare il colpo decisivo, quando interviene Mary, che la disarma. Mary, presente nella struttura per qualche strana ragione, dice a Spencer di tranquillizzarsi, perché non le succederà niente di brutto in quanto lei, che è la sua vera madre, le starà vicino.
A.D. rapisce Jenna e la carica sul suo furgone; dal successivo dialogo che avviene tra le due, si capisce che quasi sicuramente è stata in realtà A.D. a sparare a Spencer.
Nel frattempo, mentre stanno lasciando la città, Toby e Yvonne hanno un grave incidente stradale, lasciando così il loro destino del tutto sconosciuto.
- Guest star: Keegan Allen (Toby Cavanaugh), Brant Daugherty (Noel Kahn), Lindsey Shaw (Paige McCullers), Nicholas Gonzalez (detective Marco Furey), Rebecca Breeds (Nicole Gordon), Kara Royster (Yvonne Phillips), Chloe Bridges (Sydney Driscoll), Tammin Sursok (Jenna Marshall).

## Intervallo
- Titolo originale: Playtime
- Diretto da: Chad Lowe
- Scritto da: Allyson N. Nelson e Joseph Dougherty

### Trama
Spencer viene salvata dai paramedici accorsi sul luogo e, durante una rapida sessione di domande, si stupisce, senza saper bene quale cognome utilizzare per identificarsi, Hastings o Drake.
Una volta arrivate in ospedale, le ragazze scoprono che Toby è rimasto coinvolto in un incidente stradale, poi cominciano a sperare che A.D. sia ormai stato annientato, vista la morte di Noel.
Mary, intanto, è scappata dopo aver rivelato che lei stessa è la madre biologica di Spencer.
Aria passa per l'appartamento di Ezra, con l'intenzione di abbandonarlo dopo aver visto il bacio con Nicole al telegiornale, ma il ragazzo la convince a restare. Non sapendo come comportarsi, Aria rivela tutta la faccenda ad Hanna e, mentre le due visitano un eventuale buffet per la futura cerimonia di nozze, incontrano Holden, amico di vecchia data di Aria, scoprendo che il ragazzo è diventato uno chef.
Hanna vorrebbe rintracciare Jenna, misteriosamente scomparsa dopo quanto successo alla scuola per ex-ciechi, così Caleb le promette che i due non si perderanno più, ora che sono definitivamente tornati insieme, e che affronteranno la cosa come una vera coppia.
Emily e Paige vengono presentate al personale della Rosewood High School rispettivamente come coach di nuoto e supervisore dipartimentale.
 Alison, nel frattempo, inizia a sentirsi in pericolo ora che Paige potrà lavorare al fianco di Emily, infatti la DiLaurentis inizierà ad essere scontrosa con entrambe, ricordando il caratteraccio che aveva ai tempi del liceo. Successivamente, Alison ed Emily discutono della gelosia della prima nei confronti di Paige e, dopo un acceso dibattito scoppiato durante una riunione del personale scolastico, le cose sembrano prendere una brutta piega.
Mona aiuta Hanna a tornare nel mondo della moda, dopo che la ragazza ha perso il lavoro a causa della sua permanenza a Rosewood, mostrando alcuni disegni dell’amica a Katherine Daly, figlia del senatore Daly.
A.D. offre un gioco da tavola interattivo alle Liars, che presenta alcuni luoghi di Rosewood, un puzzle da completare e delle statuine rappresentanti le ragazze, provocando stupore generale nelle cinque amiche, dal momento che tutte pensavano che quella fosse una partita ormai conclusa.
Nonostante le ragazze, in un primo momento, decidano di non giocare al gioco dello stalker, Spencer inizia la partita da sola, attirata da A.D., che le promette in cambio informazioni su Mary.
Veronica torna a casa dalla crociera post vittoria alle elezioni per prendersi cura della figlia, quindi le rivela la scomoda verità sulla sua nascita: una notte di circa venticinque anni prima, Peter tradì sua moglie con Mary, pensando che la donna fosse Jessica, quindi la mise incinta e, dopo la nascita del bambino al Radley, lui e Veronica si rivolsero al giudice Kahn per adottare il nascituro; Veronica perdonò dunque Peter per il suo secondo tradimento.
Spencer, completamente devastata dalla rivelazione della madre, finisce per trovare sollievo in una lettera scritta tanti anni prima da Mary, lettera donatale da A.D. per aver iniziato il gioco e per aver superato correttamente la prima sfida: un confronto faccia a faccia con Toby, visto che la ragazza non aveva inizialmente il coraggio di compiere tale azione. Oltre alla lettera di Mary, A.D. dona a Spencer anche un pezzo di puzzle.
Più tardi, le ragazze scoprono che Spencer ha iniziato a giocare con A.D. ed Hanna, stanca di quell’assurda situazione, cerca di rompere il gioco da tavolo, venendo però interrotta dall’apparizione di un video di loro cinque intente a seppellire il corpo di Archer.
In una stanza completamente buia, parallelamente, Jenna beve del tè, mentre A.D. le consegna una pagina di un libro interamente scritta in braille. Dopo aver letto la frase "mossa finale", Jenna sorride con gioia.
- Guest star: Keegan Allen (Toby Cavanaugh), Lesley Fera (Veronica Hastings), Lindsey Shaw (Paige McCullers), Nicholas Gonzalez (detective Marco Furey), Shane Coffey (Holden Strauss), Emma Dumont (Katherine Daly), Tammin Sursok (Jenna Marshall).

## Questi stivali sono fatti per lo stalking
- Titolo originale: These Boots Are Made for Stalking
- Diretto da: Ron Lagomarsino
- Scritto da: Oliver Goldstick

### Trama
Le ragazze si domandano ancora cosa fare del gioco da tavola ma Emily, stressata dagli ultimi avvenimenti, si rifiuta di continuare a giocare con A.D., quindi lascia le quattro ragazze a casa di Spencer, dove tutte erano riunite fino a quel momento.
La mattina seguente, Aria scopre da un giornalista appena arrivato in città che Ezra era effettivamente fidanzato con Nicole, prima della sua scomparsa; questo provoca dei dubbi nella ragazza, la quale non sa se Ezra abbia chiesto o meno a Nicole di sposarlo prima della sua sparizione.
Hanna, nel frattempo, prosegue con il suo impiego nel mondo della moda, sempre aiutata da Mona.
Emily si scontra con una delle sue studentesse di nuoto, Addison Derringer, la quale, segretamente, la disprezza ed è pronta a tutto pur di cacciare Emily dalla squadra, anche fingere, davanti a Paige, di essere stata toccata in modo inopportuno dalla professoressa Fields.
Spencer, ancora furiosa con Veronica per averle tenuta nascosta la verità circa la sua adozione, chiede a Marco di rintracciare Mary, poi gli mostra la lettera che la donna aveva scritto, durante il suo ricovero al Radley, prima della nascita della ragazza. Il detective, successivamente, le rivela che Mary si trova in una piccola cittadina non lontano da Rosewood, in un motel, sotto identità falsa. Mentre Marco e Spencer discutono, ecco arrivare Jenna alla stazione di polizia: spaventata ed in preda alle lacrime, la ragazza cieca rivela al detective di essersi nascosta dopo gli eventi accaduti all'ex scuola per ciechi e di essere stata solamente una delle pedine di Noel, in quanto quest'ultimo voleva uccidere non solo le ragazze, ma anche lei stessa e Sarah, solo per potersi appropriare dei soldi che Charlotte le aveva lasciato in punto di morte per poterle permettere di eseguire un ulteriore intervento agli occhi, visto che le due erano diventate amiche. Infine, Jenna rivela a Marco di aver portato con sé una pistola per difendersi da Noel e di aver finto di essere sua complice solo per salvarsi la vita.
Dopo aver testimoniato, Jenna si reca al Brew, dove si trova anche Emily, intenta a prendere del caffè. Poco dopo, Em vede la ragazza cieca inviare un messaggio che sarà successivamente recapitato ad Addison, anch'ella presente al bar, nascosta in un angolino.
Veronica, nel frattempo, dice a Spencer che lei e Peter venderanno la casa per lasciarsi tutto il loro passato alle spalle.
Hanna entra nel negozio di scarpe dove Jenna era diretta, ma qui resta intrappolata in uno stanzino dove viene colpita ad un braccio da una fresa.
Emily, tornata a scuola, decide di affrontare Addison, ma Paige interferisce, rivelandole che la ragazzina, per potersi assicurare l'uscita di scena della professoressa Fields, aveva inviato alcune e-mail a delle sue amiche per costringerle a testimoniare il falso, facendo rimanere Emily del tutto sbigottita.
Aria passa tutta la giornata con Holden, aiutandolo a preparare delle pietanze per una cena, ma la notizia che Ezra e Nicole si sono riuniti diventa presto di dominio pubblico e ciò fa sbigottire la ragazza.
Per aver affrontato Addison, A.D. dona un nuovo pezzo di puzzle ad Emily e, in allegato, anche un messaggio in cui le dice di abbracciare l'oscurità che c’è in lei.
Dopo essersi nuovamente incontrate da Spencer, le ragazze capiscono che i pezzi di puzzle che vengono loro donati da A.D., ovviamente dopo aver assecondato alcune regole del gioco da tavola, costituiscono una specie di mappa per aiutarle a trovare una cosa o qualcuno in particolare.
- Guest star: Lesley Fera (Veronica Hastings), Lindsey Shaw (Paige McCullers), Nicholas Gonzalez (detective Marco Furey), Shane Coffey (Holden Strauss), Ava Allan (Addison Derringer), Tammin Sursok (Jenna Marshall).

## Tieni il tuo pezzo
- Titolo originale: Hold Your Piece
- Diretto da: Marta Cunningham
- Scritto da: Bryan M. Holdman

### Trama
Spencer sta cercando di dormire, ma viene improvvisamente interrotta dal pianto di un neonato. Il pianto insistente proviene dal gioco da tavola di A.D., quindi la ragazza raduna le sue amiche, tutte tranne Alison, per trovare una soluzione e far smettere di piangere il neonato. Appena Hanna prende in mano il telefono allegato al gioco, il neonato smette di piangere: è il suo turno.
Hanna è sicura che Jenna sia colpevole della sua recente perdita di lavoro presso l'agenzia di Lucas, quindi è costretta a rivelare a Caleb gli ultimi avvenimenti e l’esistenza del gioco da tavola di A.D.
Aria ed Emily, nel frattempo, grazie ai trucchi da spia di Caleb, indagano su Sydney con l'intento di scoprire ulteriori informazioni su Jenna e sulla sua connessione con A.D.
Spencer si avvicina ulteriormente al detective Marco, mentre Aria cerca di capire la sua attuale situazione sentimentale con Ezra.
 Il detective Furey propone a Spencer di distrarsi e così la porta in un centro ricreativo, a giocare a ping pong. Mentre i due finiscono una partita, Spencer trova il disegno di un bambino appeso al muro e sorride, capendo che quel bambino altri non è che Marco stesso da piccolo.
Nel frattempo, Yvonne riprende conoscenza ed esce dal coma in cui era caduta dopo l’incidente stradale. Toby, lì vicino a lei, le propone di sposarsi in quel preciso momento e così la ragazza accetta con gioia.
Emily ed Aria scoprono che Sydney è una pedina di A.D. e che la sua unica missione è quella di saldare un conto per far ottenere a Jenna un paio di occhi nuovi.
 Mentre Sydney esce dalla clinica oculistica, Emily ed Aria l'affrontano e la minacciano per sapere a tutti i costi il piano di A.D., anche se, in realtà, Aria approfitta della confusione per infilare un GPS nella borsetta di Sydney.
La svolta di Hanna al gioco di A.D. è più intensa rispetto alle altre volte e ciò porta la ragazza a trovare un manichino che le assomiglia.
 Mentre Caleb cerca di capire come funziona il gioco da tavola, Hanna riceve un messaggio dal telefono del gioco, in cui c’è scritto che la ragazza deve trovare l'appendice del manichino. Hanna sventra quindi il manichino e dentro vi trova una busta contenente un vestito; a quel punto, A.D. le chiede di indossarlo.
Mentre Caleb prova a smontare una casetta del gioco interattivo da tavola, gli viene spruzzato contro un gas che lo fa svenire sul divano.
Alison si reca fuori città per capire se tenere il bambino o meno, mentre Toby si trova al capezzale di Yvonne: pochi minuti dopo essersi sposati, la ragazza muore sotto i suoi occhi.
Mentre Aria torna a casa con una busta da parte di Sabrina, che si è licenziata dal lavoro di pasticcera al Brew dopo aver rotto con Emily, vede un'ombra muoversi verso di lei e, prendendo in mano un coltello per difendersi, accende la luce e scopre che l’ombra è Nicole in stato confusionale.
Nella scena finale, arriva un pacco destinato al Dipartimento di Polizia di Rosewood. Il detective Furey, con dei guanti, inizia ad aprirlo: dentro c'è un rotolo di stoffa contenente un dito mozzato, così il detective chiede subito l'intervento della scientifica e una busta per le prove.
- Guest star: Keegan Allen (Toby Cavanugh), Brendan Robinson (Lucas Gottesman), Nicholas Gonzalez (detective Marco Furey), Rebecca Breeds (Nicole Gordon), Kara Royster (Yvonne Phillips), Chloe Bridges (Sydney Driscoll).

## Gioco di potere
- Titolo originale: Power Play
- Diretto da: Roger Kumble
- Scritto da: Lijah J. Barasz

### Trama
A.D. aumenta la posta in gioco e, durante il turno di Alison al gioco da tavola, costringe la ragazza a prendere una decisione drastica sulla sua gravidanza. Non appena A.D. le ricorda di quando era internata all'ospedale psichiatrico Welby, drogata e sottoposta a varie torture da parte di Elliot, Ali ha un flashback di una sala operatoria che cambia tutto quanto: in quel momento, infatti, la ragazza capisce che gli ovuli donati da Emily nella stagione precedente furono impiantati all'interno del suo utero, rendendo di conseguenza Emily la madre biologica del figlio che Alison porta ora in grembo.
Spencer ha una lunga conversazione con il padre Peter, tornato a Rosewood da poco, circa i suoi peccati passati.
Emily continua ad allenare la squadra di nuoto della Rosewood High School insieme a Paige, nonostante a quest'ultima venga proposto un posto migliore in una prestigiosa università fuori città.
Dapprima decisa a lasciarsi il tempo del liceo alle spalle, in un secondo momento Paige spia nella borsa di Alison, trovandovi dentro alcuni fogli e dépliant sull'aborto che la ragazza ha deciso di praticare. Successivamente Paige, dopo una sfuriata di Alison, decide di rimanere a Rosewood per poterci riprovare sul serio con Emily.
Aria continua a mettere in discussione il destino del suo rapporto con Ezra, dopo l'arrivo di Nicole a Rosewood. Parallelamente, alla ragazza viene offerto, tramite Sydney, che lavora per conto del misterioso stalker, di entrare nel team vincente, ovvero quello di A.D. Aria, alla fine, accetta per paura che le prove contenute nei fascicoli che Jessica aveva custodito durante gli anni, e che vennero presi da A.D. qualche episodio prima, vengano rese note. Queste prove, infatti, potrebbero distruggere completamente la sua relazione con Ezra per via di un ipotetico ed oscuro segreto contenuto nei fascicoli.
Mentre cercano Mary, Hanna e Spencer, desiderose di risposte, si imbattono per caso nel pastore Ted, il quale si rivela loro come padre biologico di Charlotte, nata da una relazione avvenuta durante i tempi del liceo tra l'uomo e Mary. Inoltre, il pastore rivela ad Hanna che Charles, da piccolo, aveva un solo e vero amico con cui potersi confidare, durante il periodo estivo passato in un campeggio gestito in quegli anni da Ted stesso: Lucas.
- Guest star: Lindsey Shaw (Paige McCullers), Nolan North (Peter Hastings), Nicholas Gonzalez (detective Marco Furey), Chloe Bridges (Sydney Driscoll), Ed Kerr (Ted Wilson).

## Il cuore dimora negli occhi
- Titolo originale: In the Eye Abides the Heart
- Diretto da: Troian Bellisario
- Scritto da: Joseph Dougherty

### Trama
Dopo essere stata ricattata da A.D., Aria fornisce allo stalker alcune informazioni per proteggere le sue amiche.
Marco rivela a Spencer che sospetta che la ragazza abbia usato la carta di credito di Archer, la sera del loro primo incontro al bar del Radley, facendo diventare Spencer, di conseguenza, un possibile sospettato per la morte di Dunhill
Emily, scoperta la verità, incoraggia Ali a non abortire e a crescere insieme il loro bambino.
Rendendosi conto che Emily ama ancora Alison, Paige lascia Rosewood definitivamente, ma solo dopo aver chiesto ad Ali se ricambia i sentimenti di Emily: la DiLaurentis non dice in modo diretto di amarla, ma descrive come si sente quando sta con lei, confermando così di provare davvero qualcosa per Em.
Dopo aver scoperto di più sull'amicizia tra Lucas e Charles, il ragazzo diventa il maggior sospettato e finisce in cima alla lista di probabili A.D.
Hanna svela a Mona l'esistenza del gioco da tavola preparato dallo stalker, poi cerca di convincerla ad aiutarla in qualche modo per sconfiggere colui che ha ideato il gioco.
- Guest star: Julian Morris (Wren Kingston), Lindsey Shaw (Paige McCullers), Nicholas Gonzalez (detective Marco Furey).
- Nota: Questo episodio segna l'esordio da regista di Troian Bellisario, diventando di conseguenza la prima liar ad aver diretto un episodio.

## Il guanto sulla culla
- Titolo originale: The Glove that Rocks the Cradle
- Diretto da: Paula Hunziker
- Scritto da: Maya Goldsmith

### Trama
Spencer ruba una pennetta USB dall'appartamento di Marco, quest’ultima contiene un video nel quale Lucas smentisce di essere stato con le ragazze la notte della morte di Charlotte.
A.D, nel frattempo, obbliga Aria a distruggere la piccola stanzetta del bambino di Emily ed Alison che le due ragazze avevano preparato in precedenza a casa DiLaurentis.
Lo stalker, inoltre, sfruttando il gioco da tavolo, manda Hanna a prendere qualcosa in un negozio di riparazioni per computer e le dice poi di riporre tale oggetto in un armadietto del Liceo di Rosewood. Caleb e la ragazza, quindi, tornano al loft di Hanna, quello di proprietà di Lucas, con il disco rigido prelevato dalla Marin, pronti a seguire le regole dello stalker ma, una volta dentro, con grande sorpresa, sentono una canzone che Charlotte metteva sempre nella Casa delle Bambole.
Nel frattempo, le Liars trovano un fumetto molto particolare nella collezione privata di Lucas, un fumetto scritto e ideato da Charles e Lucas stesso ai tempi del loro campeggio estivo. La storia narrata nel fumetto è una storia completamente incentrata su un progetto di vendetta.
 Quella sera stessa, le ragazze hanno finalmente un confronto con Lucas, durante il quale il ragazzo spiega loro che non sapeva del cambio di sesso di Charlotte e che lui non era assolutamente a conoscenza che quest'ultima fosse A. Lucas dice poi alle Liars che esiste un secondo fumetto, rimasto però incompiuto, il quale trasformava il progetto di vendetta del primo fumetto in un sadico gioco di tortura: il secondo fumetto, però, gli è stato recentemente rubato da A.D.
Dopo aver parlato con Lucas, le Liars realizzano che A.D. ha chiesto ad Hanna di recuperare quell’inutile disco rigido al negozio di computer per allontanarla e poter quindi rubare il fumetto in casa di Lucas indisturbata.
Alison, infine, ammette i suoi sentimenti ad Emily e le due, finalmente, si baciano.
Nel suo covo, A.D. apre il secondo fumetto rubato a casa di Lucas, andando alla fine del libriccino: dopo aver preso un pennarello, su una pagina completamente bianca disegna un albero con sotto una lapide, scrivendoci sopra "qui giace..."
- Guest star: Nicholas Gonzalez (detective Marco Furey), Jim Titus (agente Barry Maple), Klea Scott (Jillian Howe), Karis Campbell (Donna alla conferenza di Ezra), Brendan Robinson (Lucas Gottesman).

## A spasso con la pazza
- Titolo originale: Driving Miss Crazy
- Diretto da: Oliver Goldstick
- Scritto da: Francesca Rollins e Oliver Goldstick

### Trama
Mona inizia a giocare insieme alle ragazze al gioco malato di A.D. e, nel frattempo, aiuta Emily a scoprire chi possa essere il padre del bambino di Ali, visto che l’esame del DNA ha confermato non essere Archer.
Ashley torna a Rosewood, dopo un convegno di lavoro, per controllare come stia Hanna; inoltre, la donna chiede a Caleb quali siano le sue intenzioni con la figlia e, dopo averle rivelato che i due sono tornati insieme, il ragazzo chiede ad Hanna di sposarlo, ovviamente davanti ad Ashley. La ragazza, in un primo momento scettica, successivamente accetta la proposta di matrimonio, per poi passare la notte con il suo fidanzato in tenda, nel punto esatto in cui lei e Caleb fecero l'amore per la prima volta in assoluto.
Hanna, intanto, è alla ricerca di altre prove che potrebbero incriminare lei e le ragazze, dopo aver scoperto che il detective Furey ha rivelato a Spencer che la ricevuta del pagamento a nome di Archer non era l'unica carta che aveva in mano la polizia. Inoltre, Hanna scopre che qualcuno (probabilmente la polizia) ha già prelevato tutte le pale presenti in zona, tra le quali ci sono quelle che le Liars avevano usato per seppellire Archer.
Nel frattempo, A.D. invita Aria a consegnare un "regalo" alla famiglia Hastings da parte sua: un vecchio telefono con all'interno una registrazione vocale di Peter e Mary, che discutono dell'omicidio di Jessica, lasciando Spencer più confusa che mai e indecisa se fidarsi o meno del padre.
Alla fine, veniamo a sapere che, la notte della morte di Jessica, Peter e quest'ultima erano d'accordo nell'uccidere Mary e toglierla di mezzo una volta per tutte: dopo aver scoperto il loro piano, però, Mary scambiò le medicine che avrebbero dovuto ucciderla con quelle di Jessica, visti i loro stessi problemi di salute, facendo morire la sorella sul colpo al posto suo.
Successivamente, Mary rapisce Spencer e, dopo un commovente dialogo tra le due, la ragazza decide di perdonare la madre biologica. La donna invita allora la figlia a lasciare Rosewood e a partire insieme a lei, in modo tale da lasciarsi tutto alle spalle e poter cominciare una nuova vita insieme, ma Spencer rifiuta la proposta, spiegandole che Veronica e le sue amiche hanno bisogno di lei, ora più che mai.
Ezra, intanto, nota che qualcosa nel comportamento di Aria sta cambiando e ha timore che possa essere per via del loro imminente matrimonio e della presenza di Nicole nelle loro vite; il ragazzo arriva addirittura a pensare che Aria non voglia più stare con lui. Alla fine, Ezra riporta Nicole a casa dai suoi genitori e decide di concentrarsi solo ed unicamente su Aria.
A fine episodio, si scopre che Mona conserva nel suo appartamento molto materiale compromettente, fra cui le pale incriminanti.
- Guest star: Laura Leighton (Ashley Marin)[2], Nolan North (Peter Hastings), Lesley Fera (Veronica Hastings), Nicholas Gonzalez (detective Marco Furey), Max Deacon (dott. Handlin).

## Scegliere o perdere
- Titolo originale: Choose or Lose
- Diretto da: Norman Buckley
- Scritto da: Charlie Craig

### Trama
Le ragazze vengono svegliate dagli agenti di polizia nelle loro rispettive abitazioni, a causa di un mandato da parte del tenente Tanner, in cerca di prove che le possano incastrare nella scomparsa/uccisione di Archer Dunhill. La Tanner è tornata a lavorare ufficialmente a Rosewood in sostituzione del detective Furey, dopo che quest'ultimo ha abbandonato il caso di sua spontanea volontà
A.D., parallelamente, invia alle ragazze un timer, facendo uso del telefono presente nel gioco da tavola, con sopra la scritta "SCEGLIETE O PERDETE": entro le 36 ore che lo stalker ha messo a disposizione per loro, una delle Liars dovrà scegliere di consegnarsi spontaneamente alla polizia e di rivelarsi colpevole dell'uccisione di Archer; se nessuna delle cinque dovesse costituirsi, A.D. rovinerebbe le loro vite, facendole finire tutte quante in prigione.
Aria, ancora in contatto con A.D., prende appuntamento con quest'ultimo per vederlo di persona, ma Mona, attraverso un collegamento wireless che aveva posizionato al Brew qualche giorno prima, scopre il doppio gioco della ragazza.
 Spencer, Hanna, Alison ed Emily vanno quindi nel bosco, di notte, nel punto esatto in cui Aria aveva dato appuntamento ad A.D., arrivando a smascherare la loro amica come complice dello stalker. Il gruppo non può credere ai propri occhi ma, in quel preciso momento, tutte le Liars vengono convocate al distretto di polizia dalla Tanner.
Prima che il timer scada, le ragazze decidono di passare un'ultima notte di libertà con i rispettivi partner: Spencer va nella baita fuori Rosewood di Toby, dove il ragazzo si è ritirato subito dopo la morte di Yvonne, così i due finiscono a letto insieme; Hanna e Caleb decidono di sposarsi in tribunale, davanti ad un giudice di pace e avendo Ashley come unica testimone; Alison organizza una piccola cena romantica per lei ed Emily in un boschetto appartato e, alla fine della serata, fanno l'amore; Aria svela ad Ezra tutti i dettagli della denuncia che lei stessa fece nei confronti dell'uomo cinque anni prima, quando venne fuori la storia del romanzo incentrato su Alison: questa era la prova con la quale A.D. la ricattava. Alla fine, però, Ezra la perdona e i due si lasciano andare alla passione.
Quando il timer sta per scadere, tutte le ragazze, eccetto Aria, si ritrovano da Spencer e, nel momento esatto in cui esso scade, la Hastings distrugge il telefono del gioco da tavola, sperando che un gesto del genere possa mettere fine a ciò che A.D. ha in serbo per loro.
 Contemporaneamente, Aria lascia l'appartamento di Ezra e chiama A.D., pronta a tirarsi fuori da tutto. La ragazza dice allo stalker che si costituirà, rendendosi colpevole dell'omicidio di Archer, ma quest'ultimo ribatte che ormai è troppo tardi. Aria si mette allora alla guida per raggiungere le altre a casa di Spencer, ma scopre, nonostante lo stalker le avesse promesso la libertà per averla aiutata, il cadavere di Archer nel bagagliaio della sua macchina; poco dopo, la ragazza viene raggiunta da una volante della polizia.
Ezra e Caleb, nel frattempo, attraverso un potente dispositivo di quest'ultimo, riescono a localizzare la posizione del telefono da cui vengono fatte partire le richieste per il gioco da tavola da indirizzare alle ragazze: il segnale proviene dall’appartamento di Mona. Quest'ultima, al suo interno, è infatti intenta ad osservare con cura il gioco da tavola ideato da A.D., che ha probabilmente rubato dalla casa di Alison, ultimo posto in cui il gioco era stato lasciato dalle Liars.
- Guest star: Laura Leighton (Ashley Marin)[2], Keegan Allen (Toby Cavanaugh), Roma Maffia (Linda Tanner), Jim Titus (agente Barry Maple).

## Addio, mia amata
- Titolo originale: Farewell, My Lovely
- Diretto da: Joseph Dougherty
- Scritto: Joseph Dougherty

### Trama
Dopo essere tornato nel fienile di Spencer, Caleb racconta alle ragazze quanto scoperto poco prima con Ezra: Mona possiede il gioco da tavola di A.D. e lo tiene al sicuro nel suo appartamento; ciò fa finire la ragazza al primo posto della lista dei probabili A.D.
 Parallelamente, però, qualcuno manda un messaggio anonimo a Mona, facendola recare al ristorante I Due Corvi, luogo in cui la ragazza aveva dato appuntamento a Charlotte la notte del suo omicidio. Caleb ed Hanna, che si erano recati all'appartamento di Mona per rubarle a loro volta il gioco e avere un confronto con la ragazza, la vedono uscire frettolosamente e, incuriositi da tale comportamento, la seguono.
Mary, intanto, manda Spencer al Lost Woods Resort e dona l'intera struttura a lei e ad Alison, per ipotecarla successivamente e avere così a disposizione i soldi per pagare degli avvocati, nel caso in cui le due ragazze venissero accusate dell'omicidio di Archer. Spencer non dice nulla e saluta sua madre, intenta a lasciare Rosewood definitivamente, augurandole il meglio.
Caleb e Hanna raggiungono I Due Corvi e vedono Mona seduta ad un tavolo da sola. Successivamente, raggiunti da Spencer, i tre discutono sul da farsi. Caleb, a quel punto, entra al ristorante per avere un confronto con Mona, durante il quale capisce che la ragazza non è A.D. e che, dopo aver rubato il gioco da tavola in casa di Ali, A.D. gliel'ha rubato a sua volta, facendole capire che tutti sono intenzionati a superarla, a mandare in fumo i suoi piani e a rubarle i giochi. Poco dopo, con uno stratagemma, Mona riesce a scappare dal locale tramite un passaggio segreto situato nel bagno delle ragazze, un lungo e stretto tunnel sotterraneo. Caleb e Spencer decidono quindi di andarle dietro, per scoprire dove conduca il passaggio, mentre Hanna torna a Rosewood in macchina.
Aria, nel frattempo, riesce a raggirare il poliziotto che era arrivato nel finale della scorsa puntata, per poi tornare a Rosewood. A quel punto, la ragazza decide di costituirsi alla polizia come assassina di Archer. Ezra, però, la blocca facendola ragionare e, nello stesso momento, grazie alla distrazione dei due, A.D. ruba il corpo di Archer dal bagagliaio dell’auto della ragazza. Ezra ed Aria, entrambi molto spaventati, decidono di andare da Alison ed Emily, per poi unirsi agli altri nella loro missione contro Mona.
Hanna arriva in città e nota che sul campanile della chiesa dove Charlotte venne assassinata c'è qualcuno: incuriosita, decide di salirvi e, con suo gran stupore, trova Mona la sfigata, con gli occhiali da vista e le treccine ai capelli che la ragazza si faceva sempre durante il primo anno di liceo, quando veniva presa di mira da Alison. Mona, sotto uno strano effetto di trance per via del gioco che le è stato recentemente rubato, crede che Hanna sia Charlotte e pertanto decide di ucciderla, non prima di rivelarle che fu lei stessa ad ammazzare la ragazza il giorno del suo rilascio dal Welby. Tramite un flashback, scopriamo come Charlotte derise Mona in una maniera tale da ferirla nel profondo, dicendole che le Liars non l'avrebbero mai accettata nel loro gruppo e che, nonostante tutto, avrebbero continuato a non volerle bene; le due iniziarono quindi una lotta che, purtroppo, finì con l'assassinio di Charlotte, quando quest'ultima andò a sbattere contro un oggetto contundente presente fra le travi del campanile, dopo uno spintone datole da Mona. Per far passare il tutto come un suicidio, Mona decise di gettare il corpo di Charlotte giù dalla torre campanaria. Caleb, fortunatamente, arriva al campanile in tempo, insieme alle altre Liars, visto che il tunnel sotterraneo collegava il ristorante alla chiesa, mentre Hanna sta per essere gettata di sotto, salvando così la situazione.
 Successivamente, i ragazzi portano Mona al Lost Woods Resort e contattano la dottoressa Sullivan, per aiutarli a far tornare la ragazza alla normalità.
Mentre sono intente a tornare a casa, A.D. manda gli ultimi due pezzi del puzzle alle ragazze. Unendo i pezzi, il puzzle completo mostra loro un volto, precisamente quello di Archer la notte in cui Hanna lo investì e, attraverso un sistema di realtà virtuale, collegato al telefonino del gioco da tavola, le Liars capiscono che A.D. ha portato il corpo di Archer nel giardino di zia Carol, seppellendolo nella bara vuota di Charles. Le ragazze decidono allora di recarvisi per essere sicure che non sia uno scherzo ma, una volta giunte sul posto, vengono sorprese dal tenente Tanner e da altri poliziotti, i quali, nel frattempo, avevano già redatto un ordine di cattura per le cinque amiche, visti i loro precedenti penali.
Convinta di aver scovato le assassine di Archer sul punto di disseppellirne il corpo, la Tanner porta le ragazze in commissariato ma, colpo di scena, Mary ammette di aver ucciso lei stessa Dunhill, inventandosi la storia che l’uomo la minacciava dopo aver saputo che era stata lei ad uccidere Jessica. La Tanner decide immediatamente di lasciare libere le ragazze e di arrestare Mary, mentre Spencer ed Alison, disperate per quanto fatto dalla donna, non sanno cosa dire.
Ormai libere da ogni accusa, le Liars decidono di tornare al Lost Woods Resort e, con loro sorpresa, scoprono che il gioco da tavola ha smesso di funzionare: A.D. ha finalmente avuto la sua vendetta, scoprendo il nome dell'assassino di Charlotte e, ora come ora, non avrebbe più senso avercela con le ragazze, vista la loro innocenza.
Nel suo furgone, con un'alba ormai alle porte sullo sfondo, A.D. lascia Rosewood una volta per tutte, sulle note di Without You.
- Guest star: Vanessa Ray (Charlotte DiLaurentis), Roma Maffia (Linda Tanner).

## Finché morte non ci separi
- Titolo originale: Till Death Do Us Part
- Diretto da: I. Marlene King
- Scritto da: I. Marlene King, Kyle Bown e Maya Goldsmith

### Trama
L'episodio inizia con uno strano sogno di Mona in cui si vedono Spencer, Hanna, Aria, Alison ed Emily sedute ad un tavolino in città, intente a fare un aperitivo per godersi la vita senza A.D. Nel frattempo, davanti alle ragazze, passano prima Lucas, che balla il tip tap, e poi Jenna, in sella ad un cavallo bianco. Infine, la scena viene inquadrata dall'interno di una sfera di cristallo, attraverso cui Mona osserva il tutto.
Successivamente, l'episodio comincia con un salto temporale di un anno. Il libro che hanno scritto Ezra ed Aria potrebbe diventare presto un film.
 Emily ed Alison hanno avuto due figlie gemelle, Lilly e Grace, ed entrambe lavorano come professoresse al Liceo di Rosewood.
 Hanna ha venduto la sua prima linea di moda e Caleb un server inventato da lui stesso, racimolando soldi per comprarsi una casa.
 Spencer ha iniziato a studiare legge e sta facendo il tirocinio nello studio di sua madre Veronica, la quale ha ripreso a fare l’avvocato, mentre Toby è partito per fare del volontariato a Karambe.
Alison dice ad Emily che non può restare per molto a casa con lei, perché ha un importante incontro con una signora di nome Jen Gerstenblatt. In realtà, Ali va a trovare Pam, la madre di Emily, al Radley.
Melissa, intanto, è tornata in città e rivela a Spencer che rimarrà lì per qualche giorno. La Liar, poco dopo, rivede Toby, appena tornato da Karambe, così i due si abbracciano calorosamente.
A scuola, la professoressa DiLaurentis viene ripetutamente disturbata da Addison.
 Nei corridoi del liceo, Addison e le sue amiche guardano ridendo una ragazza, Claire, che nell'armadietto ha trovato una bambolina raffigurante lei stessa pugnalata.
 Jenna è a scuola come consulente scolastica e subito Addison coglie al volo l'occasione per prenderla in giro, ma la donna cieca le risponde a tono.
Intanto, Hanna e Caleb iniziano a litigare perché quest'ultimo non vuole Mona in casa loro. La ragazza, appena uscita da una clinica riabilitativa, arriva dai due e rassicura Hanna sul fatto che rimarrà in casa a guardare la televisione, mentre loro usciranno per andare alla festa a sorpresa di Aria ed Ezra. Spencer, Hanna, Emily, Alison, Toby e Caleb hanno organizzato infatti una festa per l’imminente matrimonio dei due amici.
Durante la festa, Hanna si sente a disagio e rivela a Spencer di aver litigato con Caleb per via di Mona.
Sempre durante la festa, i ragazzi vengono spiati da Melissa, che si rivelerà essere poi Mona, ancora misteriosamente in contatto con A.D.
Durante la notte, Aria riceve una misteriosa chiamata. Poco dopo, la ragazza viene trovata in lacrime dalle amiche: Aria rivela loro che non può più sposarsi con Ezra, poiché ha appena scoperto di non poter avere figli e pertanto ha paura di deludere il fidanzato.
Il giorno dopo, Aria, nervosa, confessa ad Ezra di essere sterile, così i due finiscono per litigare.
Alla festa pre-nuziale degli “Ezria” si presenta anche Mona, insieme a Caleb ed Hanna, che prega le amiche di fingere di essere anche amiche di Mona.
Emily, alla festa di Aria, vede sua madre dare qualcosa ad Alison. Una volta tornate a casa loro, Ali confessa alla sua compagna di volerla sposare, poi le fa la proposta con un anello di diamanti appartenuto alla nonna di Emily.
Spencer va a trovare Toby e, alla fine, i due si baciano. La ragazza, una volta tornata a casa, sente un pianoforte suonare e, quando si volta, trova Mona alle sue spalle, che le dà uno schiaffo, facendola svenire.
 Spencer si risveglia in una stanza misteriosa e, guardandosi attorno, vede una cosa molto strana: la sua gemella. Mary, che si trova nella stanza misteriosa insieme alla gemella di Spencer, fa addormentare quest’ultima iniettandole il liquido di una siringa nella spalla.
Un poliziotto rivela a Emily e a Alison che Mary è evasa dalla prigione, sconvolgendo le due.
Quando si risveglia per l’ennesima volta, Spencer scopre di essere sdraiata su un lettino e di avere una caviglia incatenata. Con lei c'è la sua gemella, Alex Drake. Alex, deridendo Spencer, inizia a spiegarle come ha fatto ad intrufolarsi nella sua vita, partendo da quando ha conosciuto Wren.
 Alex lavorava in un pub londinese e, una sera, lei e Wren si sono incontrati per caso. Il ragazzo pensava che Alex fosse Spencer, ma quest’ultima gli confessò invece di chiamarsi Alex Drake. A quel punto, Wren fece vedere una foto di Spencer alla ragazza e le raccontò tutto quello che sapeva sul suo conto. Alex, infatti, fino a poco tempo prima, non sapeva dell'esistenza di Mary, Spencer o Charlotte.
 Successivamente, Alex rivela a Spencer di essersi già intrufolata nella sua vita, in passato, e di aver ingannato le sue amiche diverse volte: quando Hanna era stata rapita da A.D. e Spencer le era comparsa in sogno, oppure quando la ragazza ha dato a Toby l'ultimo bacio, prima che quest’ultimo partisse con Yvonne. Alex, alla fine, dice a Spencer che ha fatto tutto quello che ha fatto perché è "gelosa" di quello che lei possiede.
 A un certo punto della storia, Alex voleva essere disperatamente uguale a Spencer, tanto da pregare Wren di spararle. Ovviamente, i due ragazzi avevano intrapreso una relazione, quindi Wren, essendo medico ed amando Alex alla follia, le sparò con una pistola, per poi prendersi cura di lei. Spencer, scioccata, chiede ad Alex che fine abbia fatto Wren, così la gemella le risponde che lo ha ucciso per poi trasformare le sue ceneri in un diamante che ora porta appeso al collo. Infine, Alex le rivela che lei era A.D. in cerca di vendetta per la morta della sorella maggiore, Charlotte, e che dopo aver scoperto che fu Mona ad ucciderla, se ne andò da Rosewood, lasciando in pace le ragazze. Ora però Alex è tornata perché, essendo gelosa della vita condotta da Spencer, vuole rubargliela. Dopo i saluti finali, Alex si reca al matrimonio di Aria sotto le mentite spoglie di Spencer.
Riunitasi con le altre Liars, Alex prende in braccio una delle figlie di Emily ed Alison, la porta davanti ad uno specchio e le rivela che il suo padre biologico è proprio Wren.
Mary raggiunge Spencer nella stanza-prigione per poter pranzare assieme a lei. Qui, la donna le rivela che, fino a qualche settimana prima, non sapeva di Alex. Attraverso un flashback, scopriamo che, poco dopo la nascita di Spencer, è arrivata Alex. Gli Hastings però se ne erano già andati con la piccola Spencer e, non essendo a conoscenza dell’esistenza della sua gemella, non tornarono indietro a prenderla. I dottori del Radley “vendettero” quindi Alex ad una famiglia inglese benestante. Mary pensava che la sua seconda figlia potesse vivere agiata come una principessa, ma la famiglia di Alex la abbandonò pochi anni più tardi in un orfanotrofio. Da lì, Alex scappò quando ancora non aveva 12 anni.
 Alla fine, Mary entra nella stanza-prigione di Spencer e così le due si abbracciano, ma la ragazza ne approfitta e, dai capelli della madre, preleva una forcina.
Ezra non si presenta al matrimonio ed Aria pensa sia colpa sua, poiché il giorno prima avevano litigato.
Spencer trova accanto alla sua stanza-prigione un Ezra stordito e abbastanza confuso, che le racconta di essersi ritrovato accidentalmente davanti ad Alex e che quest’ultima, per paura di essere scoperta, lo ha rinchiuso lì dentro.
 Quando Alex torna a far visita ai suoi due prigionieri, Ezra le dice che non c'è bisogno che faccia tutto quel casino e Spencer, nel tentativo di rabbonirla, dice alla sorella gemella che loro potrebbero anche perdonarla per i crimini commessi. Alex però non l’ascolta, rivelando infine a Spencer che Jenna aveva conquistato la sua fiducia, quindi le due si erano messe in combutta, ma che poi Jenna aveva ingaggiato Noel per scoprire chi fosse Alex in realtà.
 In un flashback, vediamo Charlotte parlare con Archer, durante il loro primissimo incontro, preludio del loro futuro amore. Poco dopo, Charlotte riceve una telefonata da parte di Wren, che le dice che sua sorella la sta attendendo al bar dell'aeroporto. Charlotte trova Alex e le due iniziano a parlare di gusto. Qualche tempo dopo, in un bar di Londra, Charlotte saluta Alex poiché deve tornare a Rosewood per sistemare le Liars, promettendo alla sorella di tornare presto a trovarla, ma la ragazza, essendo stata internata in clinica per cinque anni e poi essendo stata uccisa, non è più potuta tornare da Alex.
 Concluso il flashback, Alex se ne va e lascia Spencer nella sua stanza-prigione insieme ad Ezra.
Il giorno dopo, Alex va a trovare il cavallo personale della sua gemella, solo che l’animale si accorge che quella non è la vera Spencer e quindi si innervosisce; il tutto avviene sotto gli occhi di un Toby molto pensieroso.
 Poco dopo, in città, Jenna nota qualcosa di strano in Spencer, quindi chiama Toby e gli dice che, secondo lei, quella non è la vera Spencer. Toby, a questo punto, raggiunge le Liars, tutte tranne Alex, rivelando loro che, molto probabilmente, Spencer ha una sorella gemella.
Grazie all'aiuto di Mona, che per un breve periodo aveva collaborato con Alex per cercare di scoprire la sua vera identità, le ragazze riescono a scoprire dove si trova Ezra: nella casa che aveva costruito Toby, come dono ad Yvonne, nelle precedenti puntate.
Spencer riesce ad uscire dalla sua stanza-prigione, poi libera Ezra e, insieme a lui, inizia a correre per cercare una via d'uscita. Proprio in quel momento, però, torna Alex, furiosa perché non trova più i due nelle rispettive stanze-prigioni, quindi inizia ad inseguirli. Ezra e Spencer, quando riescono ad uscire di casa, si rendono conto di essere ancora intrappolati sottoterra e capiscono che tutto, lì, è finto. Improvvisamente, si spengono le luci e nel cielo finto compare la luna. Alex sbuca fuori da dietro un cespuglio e si lancia, tenendo in mano una lama, verso Ezra e Spencer. L’uomo cade a terra e sbatte la testa contro un masso, mentre Alex e la gemella iniziano a "lottare". All’improvviso, però, giungono sul posto gli altri protagonisti. Aria corre subito da Ezra, feritosi alla testa, mentre Toby prende in mano la situazione e ordina alle due gemelle di smetterla di lottare. Ora Toby deve indovinare chi sia la vera Spencer ma, fortunatamente, Alex si inganna, poiché Toby le ha fatto una domanda specifica, ma lei non sa rispondere, così il ragazzo capisce chi è la vera Spencer. Sopraggiunge infine la polizia, chiamata da Mona, che arresta Alex e Mary.
Finalmente è arrivato il fatidico momento del matrimonio tra Ezra e Aria.
Qualche tempo dopo, mentre le ragazze stanno camminando tutte insieme per le vie di Rosewood, Hanna rivela loro che è incinta di Caleb. Spencer commenta con una battutina, facendo capire che è tornata insieme a Toby. Alison ed Emily sono più unite che mai ed Aria è pronta per partire insieme ad Ezra per la loro luna di miele.
 Le Liars, infine, si abbracciano per l'ultima volta con le lacrime agli occhi, perché finalmente le loro torture sono finite e ora ognuna di loro è felice, contenta e insieme alla persona giusta.
Nel frattempo, Mona si trova a Parigi, dove dirige un suo personale negozio di bambole e ha un nuovo fidanzato. Prima di uscire insieme a quest'ultimo per andare a cena, la ragazza scende al piano inferiore del negozio, in una nuova Casa delle Bambole, al cui interno sono intrappolate Alex e Mary Drake, che stanno bevendo un tè.
- Special guest star: Chad Lowe (Byron Montgomery), Holly Marie Combs (Ella Montgomery), I. Marlene King
- Guest star: Laura Leighton (Ashley Marin)),[2] Mary Page Keller (Dianne Fitzgerald), Torrey DeVitto (Melissa Hastings), Keegan Allen (Toby Cavanaugh), Lesley Fera (Veronica Hastings), Brendan Robinson (Lucas Gottesman), Julian Morris (Wren Kingston), Vanessa Ray (Charlotte DiLaurentis), Huw Collins (dott. Elliott Rollins/Archer Dunhill), Jim Titus (agente Barry Maple), Sydney Sweeney (Claire), Ava Allan (Addison Derringer), Tammin Sursok (Jenna Marshall), Nia Peeples (Pam Fields).
- Nota: L'episodio ha una durata di 88 minuti, 46 minuti in più rispetto a un episodio regolare.